# التسويق باستعمال الهاتف المحمول
التسويق عبر الجوال (بالإنجليزية: mobile marketing)‏ هو التسويق الذي يعتمد على الهاتف المحمول كوسيلة للاتصال والتسويق. يهدف هذا النوع من التسويق إلى إيصال المعلومة التي تروج لسلعة أو فكرة أو خدمة للجمهور المستهدف وذلك بمراسلتهم عبر هواتفهم النقالة.
التسويق عبر الهاتف المحمول هو أسلوب تسويق عبر الإنترنت متعدد القنوات يركز على الوصول إلى جمهور محدد على هواتفهم الذكية أو هواتفهم المميزة أو الأجهزة اللوحية أو أي أجهزة أخرى ذات صلة من خلال مواقع الويب أو البريد الإلكتروني أو الرسائل النصية القصيرة ورسائل الوسائط المتعددة أو الوسائط الاجتماعية أو تطبيقات الهاتف المحمول. يمكن للتسويق عبر الهاتف المحمول أن يزود العملاء بمعلومات شخصية حساسة للوقت والموقع تروج للسلع والخدمات وتذكر بالمواعيد والأفكار. بطريقة أكثر نظرية يعرّف الأكاديمي أندرياس كابلان التسويق عبر الهاتف المحمول بأنه "أي نشاط تسويقي يتم إجراؤه من خلال شبكة واسعة الانتشار يرتبط بها المستهلكون باستمرار باستخدام جهاز محمول شخصي".

## التسويق عبر رسالة قصيرة
(بالإنجليزية: SMS marketing)‏ التسويق عبر الرسائل القصيرة للهواتف المحمولة والتي أصبحت ذات شعبية متزايدة في وقت مبكر من القرن العشرين في أوروبا وبعض أجزاء من آسيا عندما بدأت الشركات تجمع أرقام الهواتف النقالة وإرسال رسائل مرغوب بها (أو غير مرغوب بها) كمحتوى. في المتوسط تتم قراءة رسائل "إس أم إس" في غضون أربع دقائق، مما يجعلها قابلة للتحويل للغاية.
على مدى السنوات القليلة الماضية أصبح التسويق عبر الرسائل القصيرة قناة إعلانية شرعية في بعض أنحاء العالم. ويرجع ذلك إلى أنه على عكس البريد الإلكتروني عبر الإنترنت العام، فإن الناقلين الذين يضبطون شبكاتهم الخاصة قد وضعوا مبادئ توجيهية وأفضل الممارسات لصناعة وسائط الإعلام المتنقلة (بما في ذلك الإعلانات المتنقلة). و IAB (مكتب الإعلانات التفاعلية) وجمعية التسويق المحمول (MMA)، وكذلك، وضعت المبادئ التوجيهية، وتبشير استخدام قناة المحمول للمسوقين. في حين أن هذا كان مثمرا في المناطق المتقدمة مثل أمريكا الشمالية وأوروبا الغربية وبعض الدول الأخرى، رسائل السبام SPAM النقالة (وهي رسائل SMS يتم إرسالها إلى المشتركين بخدمة الهاتف النقال دون هدف واضح ومشروع من قبل المشترك) لا تزال قضية في أجزاء أخرى كثيرة من العالم، ويرجع ذلك جزئيا إلى الناقلين بيع قواعد بيانات الأعضاء الخاصة بهم لأطراف ثالثة. ولكن في الهند، ساعدت جهود الحكومة في إنشاء سجل عدم الاتصال الوطني مستخدمي الهواتف المحمولة على إيقاف إعلانات الرسائل القصيرة عن طريق إرسال رسالة قصيرة إس أم إس SMS أو الاتصال ب 1909 .

توسعت مناهج التسويق عبر الهاتف النقال بسرعة في أوروبا وآسيا كقناة جديدة للوصول إلى المستهلك. تلقت الرسائل القصيرة في البداية تغطية إعلامية سلبية في أجزاء كثيرة من أوروبا لكونها شكلا جديدا من الرسائل غير المرغوب فيها حيث قام بعض المعلنين بشراء قوائم وإرسال محتوى غير مرغوب به إلى هواتف المستهلك؛ لكن، وكما يتم وضع مبادئ توجيهية في مكان من قبل مشغلي شبكات الهاتف النقال، أصبح SMS الفرع الأكثر شعبية في صناعة التسويق المحمول حيث يتم إرسال 100,000,000 من الإعلانات SMS التي ترسل كل شهر في أوروبا وحدها.

## الرسائل المتعددة الوسائط
(بالإنجليزية: Multimedia Message Service)‏ وتختصر إلى إم إم إس MMS ، إم إم إس للتسويق المحمول يمكن أن تحتوي على عرض الشرائح وتوقيت من الصور والنصوص والصوت والفيديو. يتم تسليم محتوى الجوال هذا عبر خدمة الرسائل المتعددة الوسائط (MMS). تقريبا جميع الهواتف الجديدة المنتجة مع شاشة ملونة قادرة على إرسال واستقبال رسالة إم إم إس MMS القياسية. العلامات التجارية هي قادرة على كل من إرسال (تم إنهاء الجوال) وتلقي (الجوال بدئ) المحتوى الغني من خلال رسائل الوسائط المتعددة A2P (تطبيق إلى شخص) شبكات المحمول لمشتركي الهاتف النقال. في بعض الشبكات، والعلامات التجارية هي أيضا قادرة على رعاية الرسائل التي يتم إرسالها P2P (شخص إلى شخص).
ومن الأمثلة الجيدة على الحملات التسويقية المتنقلة التي أنشأتها شركة موتورولا للحملات المستمرة في أماكن هاوس أوف بلويز حيث تسمح العلامة التجارية للمستهلك بإرسال صور الجوال إلى لوحة ليد في الوقت الفعلي بالإضافة إلى تدوين صوره على الإنترنت.

## البلوتوث
تقنية البلوتوث هي اتصال رقمي لاسلكي قصير المدى يسمح للأجهزة بالاتصال بدون كابلات آر إس 232 التي تم استبدالها الآن.